# گیسوم (فیلم)
گیسوم فیلمیست به تهیه‌کنندگی سعید سعدی، نویسنده و کارگردانی نوید به‌تویی محصول سال ۱۳۹۹ است. گیسوم اولین بار در جشنواره جهانی فیلم فجر ۱۴۰۰- FIFF در بخش مسابقه سینمای بین‌الملل اکران شد. همچنین فیلم سینمایی گیسوم در تور فستیوال‌های جهانی در بخش نگاه نو- جشنواره بین‌المللی کلکته هند-۲۰۲۱ انتخاب شد. علاوه بر این گیسوم در فستیوال بین‌المللی داکا ۲۰۲۲ در بخش سینمای جهان و در فستیوال تورنتو ۲۰۲۲ و فستیوال ژنو ۲۰۲۲ در بخش نوعی نگاه- استعدادهای نو شرکت کرد.

## خلاصه داستان
سینه‌سرخ پرنده عجیبییه!؟، بهارا میره، زمستونا برمی‌گرده، از سرما و سختی نمی‌ترسه، کوچ نمی‌کنه، دونه‌اش رو پیدا میکنه، یا لونه‌اش رو تغییر میده، ما همه‌مون سینه سرخیم…